# Jessica Biel
Jessica Claire Biel-Timberlake, ameriška igralka in nekdanja manekenka; * 3. marec 1982, Ely, Minesota, ZDA.
Jessica Biel je zaslovela z igranjem v nekaj hollywoodskih filmih (Poletni ulov, Teksaški pokol z motorko, Uleejevo zlato, Pravila  privlačnosti, Blade:Trojica, Elizabethtown, Cellular, Gasilca pred oltarjem, Iluzionist …) ter zlasti v družinski nadaljevanki Sedma nebesa, kjer je igrala vlogo Mary Camden-Rivera.
Rodila se je v mestecu Ely v Minnesoti, potem pa se je družina večkrat selila ter se na koncu ustalila v mestu Boulder, Kolorado.

## Pomembnejše vloge
Mary Camden in 7th Heaven
Tenley Parrish in Summer Catch
Erin Hardesty in The Texas Chainsaw Massacre
Duchess Sophie von Teschen in The Illusionist